# Toa Baja
Toa Baja è una città di Porto Rico situata sulla costa settentrionale dell'isola. L'area comunale confina a est con Cataño e Bayamón, a sud con Toa Alta e a ovest con Dorado. È bagnata a nord dalle acque dell'oceano Atlantico. Il comune, che fu fondato nel 1745, oggi conta una popolazione di quasi 95.000 abitanti ed è suddiviso in 6 circoscrizioni (barrios).
Assieme ai comuni di Bayamón, Caguas, Canóvanas, Carolina, Cataño, Guaynabo, San Juan, Toa Alta e Trujillo Alto forma la grande area metropolitana di Porto Rico che raggiunge i 2.000.000 di persone, circa la metà dell'intera popolazione dell'isola.